# EWOS
EWOS (también llamado Grupo EWOS) es el segundo  productor internacional de alimentos para la industria acuícola. Tiene oficinas y plantas en Canadá, Chile, Escocia y Noruega. La empresa fue establecida en 1931 en Suecia. su propietario es Cargill Inc, y la oficina principal de EWOS se encuentra en Bergen, Noruega. En el 2011 el grupo EWOS tenía 897 empleados y un volumen de producción de más de una tonelada de alimentos para peces. 
La compañía subsidiaria EWOS Innovation se ocupa de la investigación y el desarrollo acerca de los alimentos.

## Historia
EWOS fue establecida en Suecia en 1931 por Erik Berggren, Victor Weyde y Olle Sjöstedt, nombres que forman el acrónimo. Al principio los volúmenes de producción eran bajos, pero desde 1980 la tasa media de incremento anual del volumen de ventas ha sido un 18 %. Hoy EWOS produce alimentos para 28 especies diferentes de peces de piscifactoría.

## Empresa
El Grupo EWOS tiene compañías subsidiarias en los cuatro países, además de la compañía de investigación y desarrollo. Las cinco son:
- EWOS AS, la compañía noruega. Tiene su oficina principal en Bergen, además de tres plantas
- EWOS Ltd., la compañía escocesa, que está localizada cerca de Edimburgo
- EWOS Canadá Ltd., la compañía canadiense, que está localizada cerca de Vancouver
- EWOS Chile SA, la compañía chilena, que está localizada en Coronel (Chile)
- EWOS Innovation, la compañía de Investigación y Desarrollo

En 2010 EWOS se estableció también en Vietnam, como productor de alimentos para el pez Pangasius.